# Guess Who’s Back?
Guess Who’s Back? (englisch für Ratet mal, wer zurück ist?) ist ein Kompilationsalbum des US-amerikanischen Rappers 50 Cent. Es erschien am 26. April 2002 über das Independent-Label Full Clip Records.

## Hintergrund
Die Kompilation ist das erste offiziell veröffentlichte Album von 50 Cent. Sein eigentliches Debütalbum Power of the Dollar wurde aufgrund einer Schießerei, in die 50 Cent im Jahr 2000 verwickelt war, nicht veröffentlicht, und er wurde außerdem aus seinem Vertrag mit dem Label Columbia Records entlassen. Als der Rapper Eminem das Album hörte, trat er mit 50 Cent in Kontakt und nahm ihn bei seinem Label Shady Records unter Vertrag. An der Produktion des Albums waren die Musikproduzenten Trackmasters, DJ Clark Kent, Sha Money XL, Red Spyda, Terence Dudley, Fantom of the Beat und Chop D.I.E.S.E.L. beteiligt.

## Gastbeiträge
| Bewertungen   | Bewertungen |
| ------------- | ----------- |
| Kritiken      |             |
| Quelle        | Bewertung   |
| Rolling Stone | [ 2 ]       |
| allmusic      | [ 3 ]       |
| RapReviews    | [ 4 ]       |

Bei vier Stücken des Albums sind neben 50 Cent andere Künstler zu hören. So ist That’s What’s Up eine Kollaboration mit seiner Rapcrew G-Unit, während der Rapper Bun B im Song As the World Turns vertreten ist. Die Rapper Nas und Nature unterstützen 50 Cent beim Track Too Hot. Ersterer hat zudem neben der Rapgruppe Bravehearts einen Gastauftritt beim Stück Who U Rep With.

## Covergestaltung
Das Albumcover ist in Schwarz-weiß gestaltet und zeigt 50 Cent, der mit beiden Händen eine Pistole hält, die er auf ein nicht im Bild befindliches Ziel richtet. Links oben auf dem Cover befinden sich die Schriftzüge 50 Cent und The Future in Schwarz bzw. Weiß.

## Titelliste
| #  | Titel                       | Gastmusiker         | Länge |
| -- | --------------------------- | ------------------- | ----- |
| 1  | Killa Tape Intro            |                     | 2:58  |
| 2  | Rotten Apple                |                     | 3:08  |
| 3  | Skit/Drop                   |                     | 0:16  |
| 4  | That’s What’s Up            | G-Unit              | 4:09  |
| 5  | U Not Like Me               |                     | 4:10  |
| 6  | 50 Bars                     |                     | 3:33  |
| 7  | Life’s on the Line          |                     | 3:38  |
| 8  | Get out the Club            |                     | 4:22  |
| 9  | Be a Gentleman              |                     | 2:40  |
| 10 | Fuck You                    |                     | 3:55  |
| 11 | Too Hot                     | Nas und Nature      | 3:45  |
| 12 | Who U Rep With              | Nas und Bravehearts | 4:21  |
| 13 | Corner Bodega               |                     | 1:34  |
| 14 | Ghetto Quaran               |                     | 4:29  |
| 15 | As the World Turns          | Bun B               | 4:15  |
| 16 | Whoo Kid Freestyle          |                     | 1:15  |
| 17 | Stretch Armstrong Freestyle |                     | 1:19  |
| 18 | Doo Wop Freestyle           |                     | 2:25  |

## Chartplatzierungen und Auszeichnungen
Guess Who’s Back? erreichte Platz 28 in den US-amerikanischen Charts und konnte sich zehn Wochen in den Top 200 halten. Im Vereinigten Königreich wurde das Album 2013 für mehr als 60.000 verkaufte Exemplare mit Silber ausgezeichnet.

| Land/Region                  | Auszeichnungen für Musikverkäufe (Land/Region, Auszeichnung, Verkäufe) | Verkäufe |
| ---------------------------- | ---------------------------------------------------------------------- | -------- |
| Vereinigtes Königreich (BPI) | Silber                                                                 | 60.000   |
| Insgesamt                    | 1× Silber ·                                                            | 60.000   |